# Enulius roatanensis
Espèce
Enulius roatanensis  est une espèce de serpents de la famille des Dipsadidae.

## Répartition
Cette espèce est endémique des îles de la Baie au Honduras.

## Étymologie
Son nom d'espèce, composé de roatan et du suffixe latin -ensis, « qui vit dans, qui habite », lui a été donné en référence au lieu de sa découverte, l'île de Roatán.

## Publication originale
- McCranie & Köhler, 1999 : Two new species of colubrid snakes of the genus Enulius from Islas de la Bahia, Honduras. Caribbean Journal of Science, vol. 35, no 1/2, p. 14-22.